# Sarpsborg Stadion

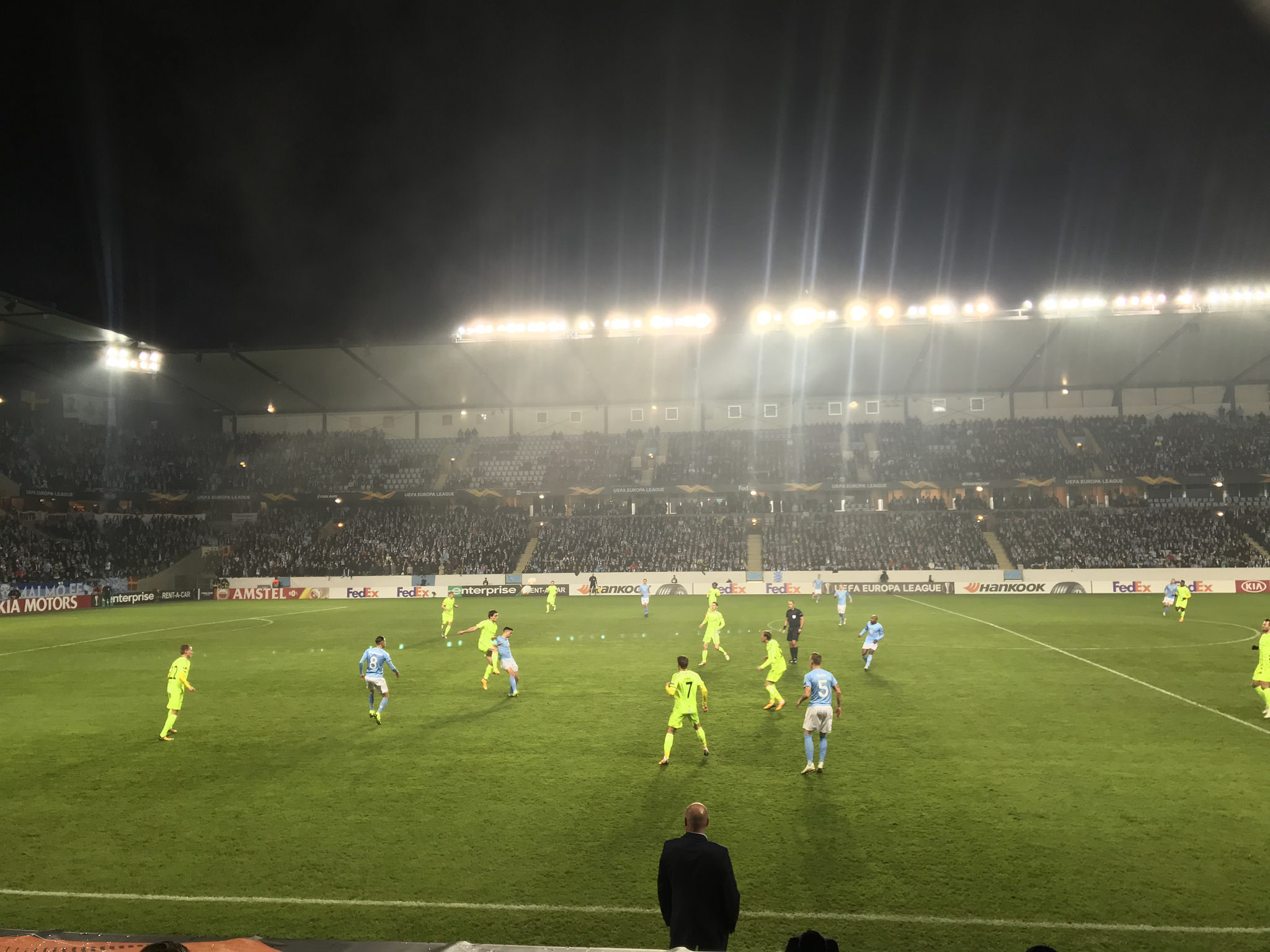

Il Sarpsborg Stadion è lo stadio del Sarpsborg 08 e del Sarpsborg, ma in passato vi giocò anche lo Sparta Sarpsborg. L'impianto ospitò i campionati nazionali di atletica nel 1954 e nel 1960. Ci si disputò anche un incontro della Norvegia under 21, in data 3 ottobre 1972: si trattò di una sfida contro la Svezia under 21, persa 1-3. In occasione della Coppa delle Fiere 1970-1971, in questo stadio si giocò la sfida tra Sarpsborg e Leeds United.